# Hellmut Fischmeister
Hellmut Fischmeister (* 14. Mai 1927 in Wien; † 6. November 2019 in Graz) war ein österreichischer Forscher und Metallurg.

## Leben
Fischmeister studierte von 1945 bis 1951 an der Universität Graz Physik, Mathematik und Chemie und promovierte 1951 bei Otto Kratky in Physikalischer Chemie. Er war ab 1953 Forschungsassistent am Institut für Anorganische Chemie der Universität Uppsala. 1956 wurde er Leiter der Gruppen Physik und Werkstoffe im Entwicklungslabor der Telefonaktiengesellschaft LM Ericsson in Stockholm. Er leitete ab 1958 das Labor für Pulvermetallurgie im Schwedischen Institut für Metallforschung (Institutet för Metallforskning) in Stockholm. Er wurde 1961 an der Universität Uppsala für das Fachgebiet Allgemeine und Anorganische Chemie habilitiert. Ab 1961 leitete er die Forschungsabteilung für Hartmetalle im Edelstahlwerk der Stora Kopparbergs Bergslags AB in Söderfors (Schweden), in der Folge leitete er die gesamte Forschung, Entwicklung und das Qualitätswesen des Edelstahlwerkes in Söderfors (heute Erasteel Kloster AB und
Alleima Söderfors).
1965 folgte er einem Ruf zum Ordinarius und Vorstand des Instituts für metallische Werkstoffe an der Technischen Hochschule Chalmers in Göteborg. Er wurde 1975 zum Ordinarius und Vorstand des Instituts für Metallkunde und Werkstoffprüfung an der Montanuniversität Leoben berufen.
1981 wurde er Wissenschaftliches Mitglied der Max-Planck-Gesellschaft und Direktor des Instituts für Werkstoffwissenschaften am Max-Planck-Institut für Metallforschung in Stuttgart (nunmehr Max-Planck-Institut für Intelligente Systeme). Er war – neben seiner Leitungsfunktion am Max-Planck-Institut für Metallforschung – von 1991 bis 1993 auch Gründungsdirektor des Max-Planck-Instituts für Mikrostrukturphysik in Halle (Saale). Er wurde 1995 aus dem MPI für Metallforschung emeritiert.
Hellmut Fischmeister war von 1993 bis 2003 Mitglied des Österreichischen Universitätenkuratoriums und von 2004 bis 2009 Mitglied im österreichischen Wissenschaftsrat.
Er wurde 1975 als gewähltes ausländisches Mitglied in die Königlich-Schwedische Akademie der Ingenieurwissenschaften (Kungl. Ingenjörsvetenskapsakademien, abgekürzt IVA) aufgenommen. 1981 wurde er zum korrespondierenden Mitglied der Österreichischen Akademie der Wissenschaften gewählt und war seit 1989 Mitglied der Academia Europaea. Er wurde 1995 wirkliches Mitglied der mathematisch-naturwissenschaftlichen Klasse der Österreichischen Akademie der Wissenschaften.

## Auszeichnungen und Ehrungen
- 1969: Ritter des königlichen Nordstern-Ordens[4]
- 1991: Ehrendoktorwürde der Königlich-Technischen Hochschule Stockholm[8]
- 1992: Ehrendoktorwürde der Technischen Universität Graz[9]
- 1997: Verdienstorden der Bundesrepublik Deutschland, Verdienstkreuz 1. Klasse
- 2007: Ehrendoktorwürde der Montanuniversität Leoben[10]
- 2010: Österreichisches Ehrenkreuz für Wissenschaft und Kunst I. Klasse[11]
- 2010: Ehrenmitglied der Deutschen Gesellschaft für Materialkunde[12]